# Croupade

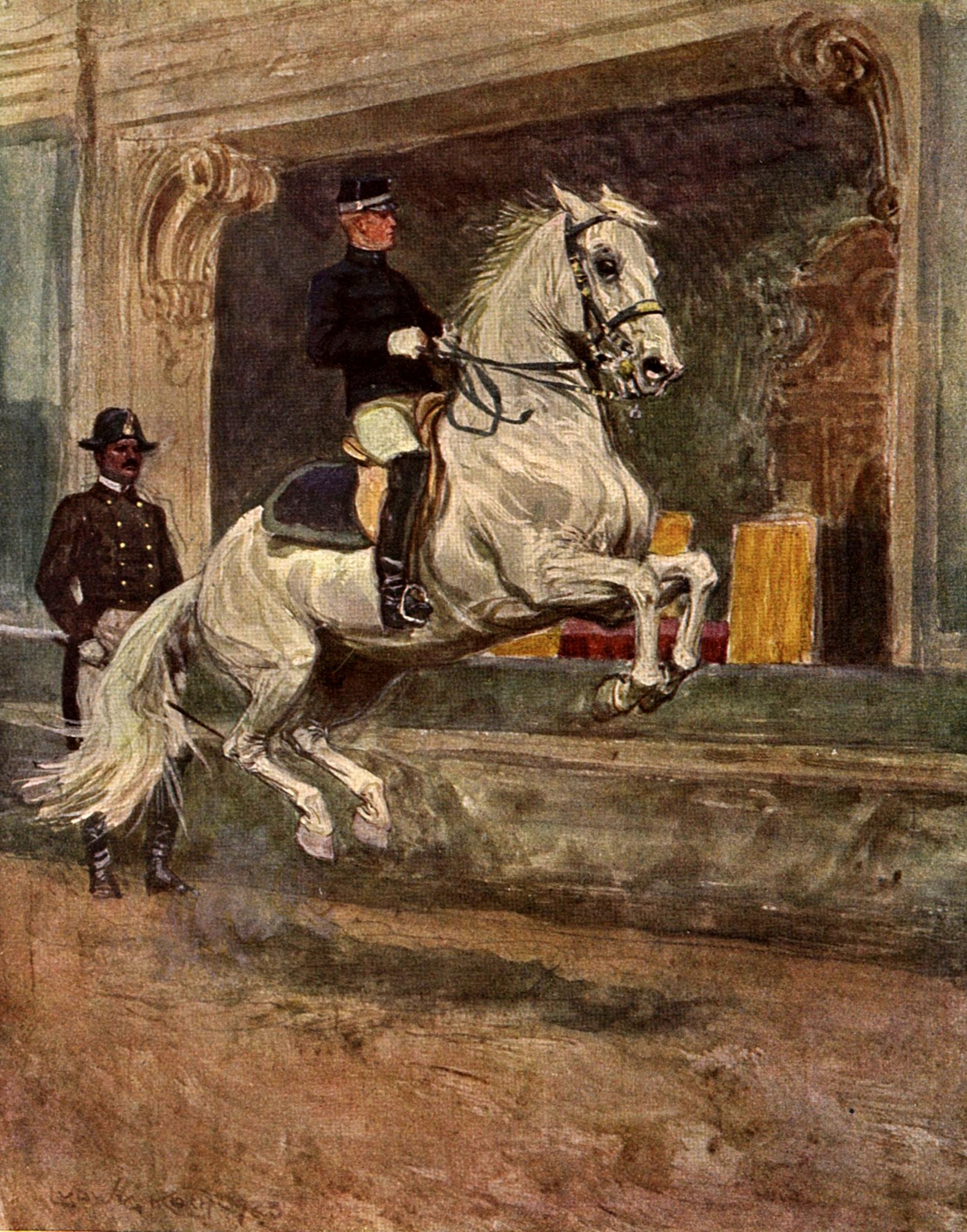
Croupade von Ludwig Koch gezeichnet

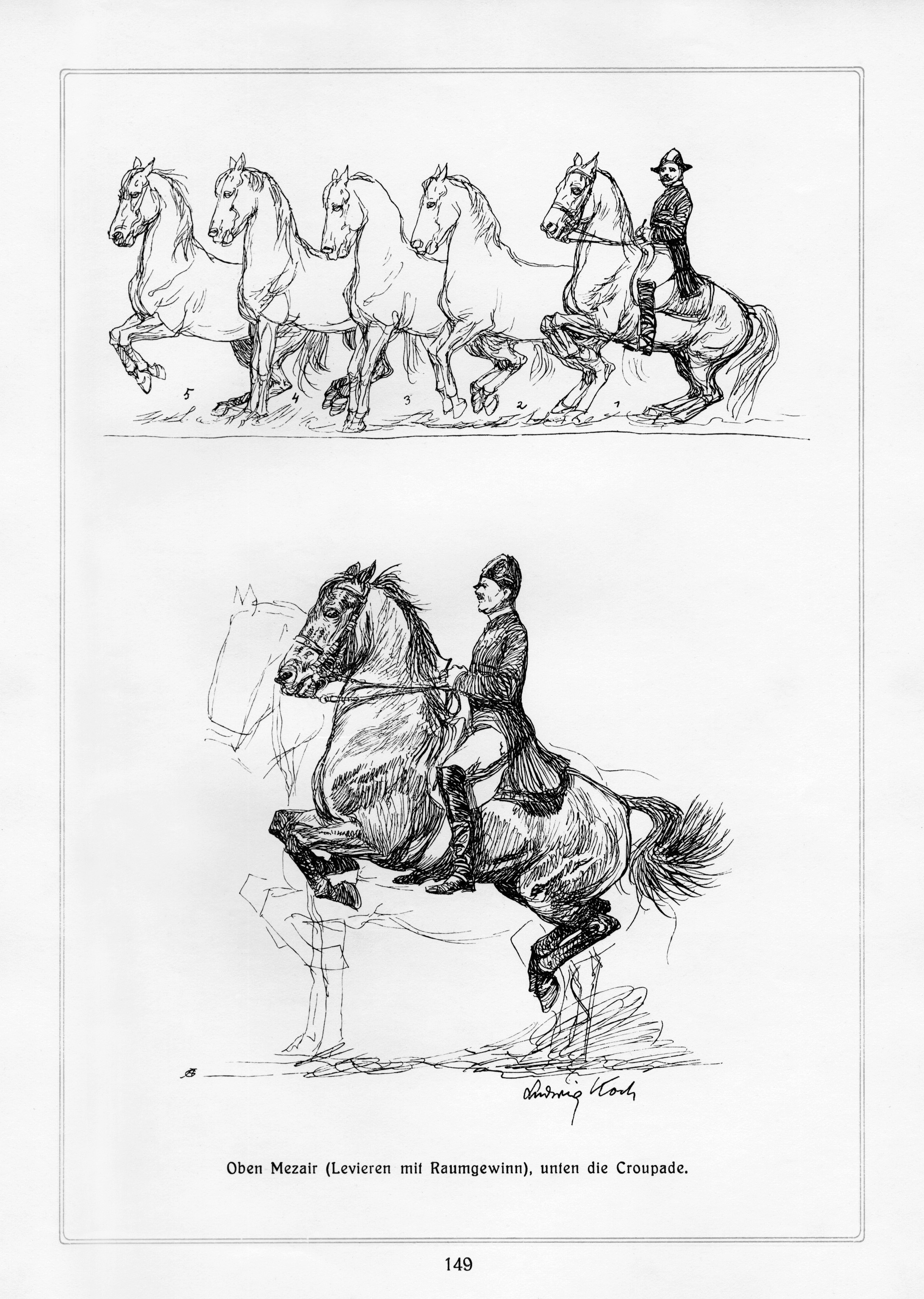
Mezair und Croupade von Ludwig Koch gezeichnet

Croupade (Kruppade) ist eine Lektion in der Hohen Schule der Reiterei, nämlich eines Sprungs auf der Stelle. Es handelt sich dabei um eine Vorstufe zur Kapriole; im Gegensatz zu dieser schlägt das Pferd nicht aus, sondern zieht die Hinterbeine unter den Bauch und deren Hufsohle zeigt zum Boden. 
Bei der Variante des Cadre Noir (Saumur) bleibt allerdings die Vorhand am Boden, während die Hinterhand ausschlägt.